# اماتای-وسیگنو
اماتای-وسیگنو (به فرانسوی: Amathay-Vésigneux) یک کمون در فرانسه است که در Canton of Ornans واقع شده‌است.

## خصوصیات
اماتای-وسیگنو ۱۲٫۱۳ کیلومترمربع مساحت و ۱۳۶ نفر جمعیت دارد.